# ガウラ属

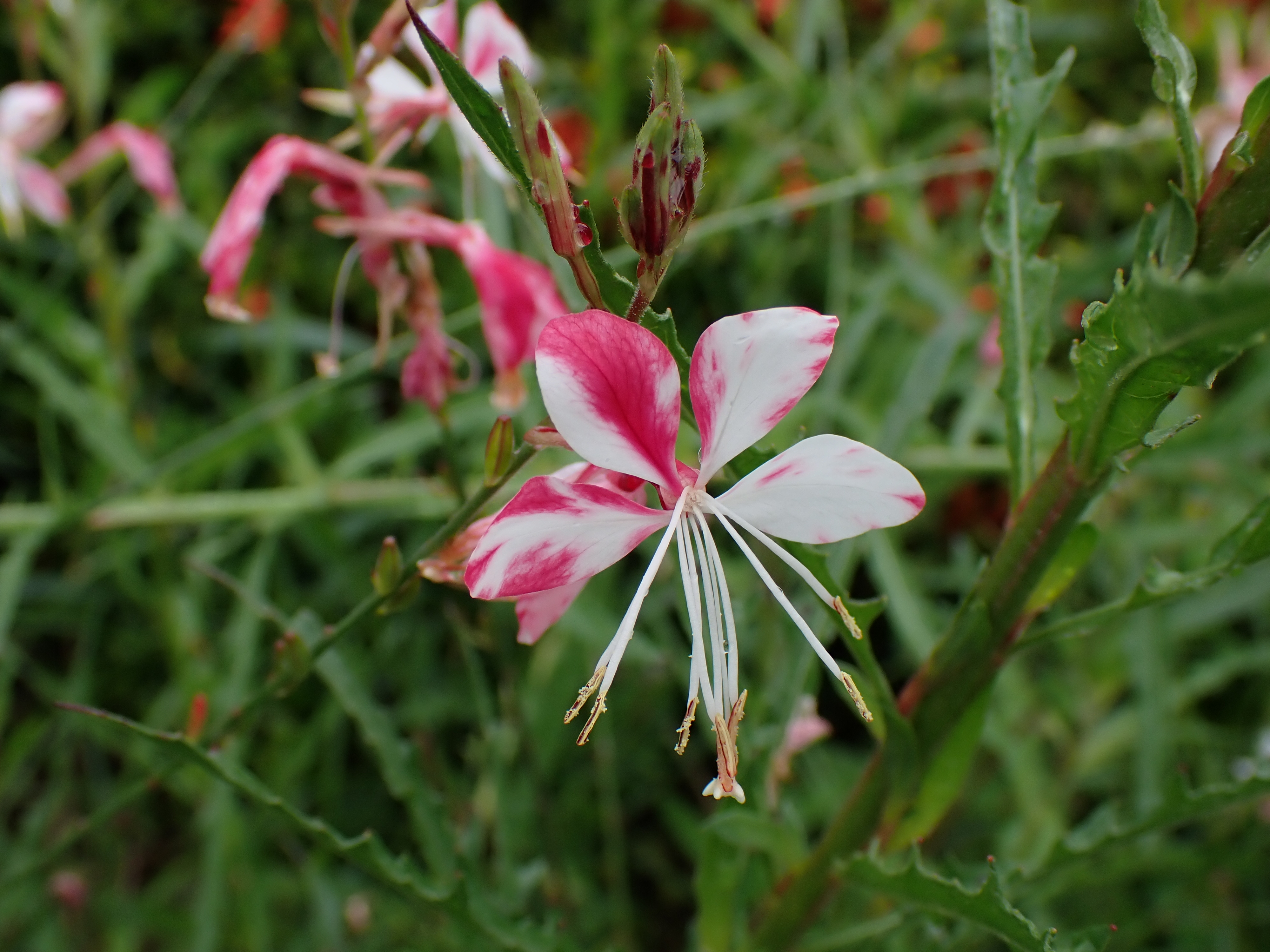
ガウラの桃色花

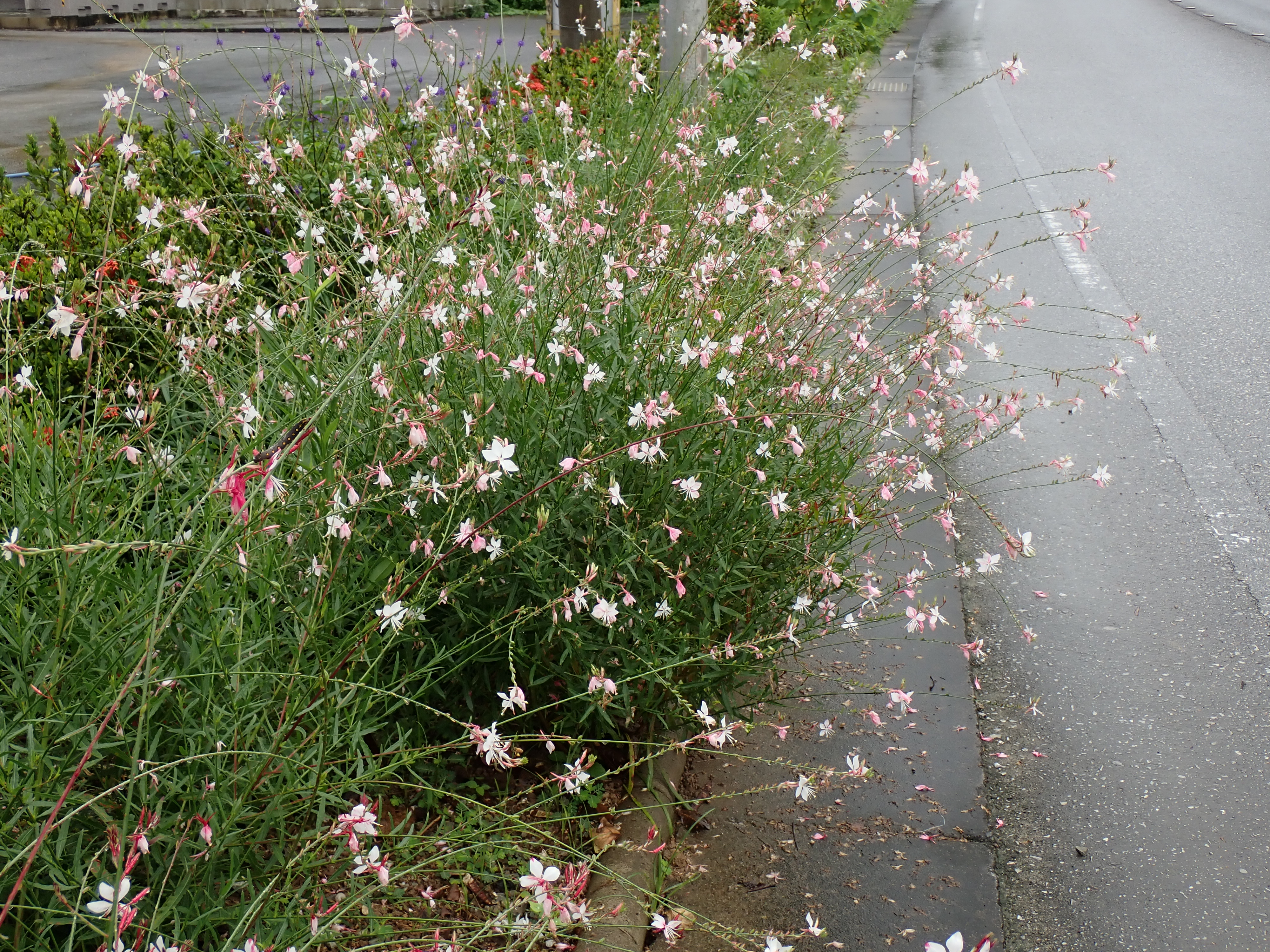
ガウラの桃色品種

ガウラ属（ガウラぞく、学名: Gaura）またはヤマモモソウ属は、アカバナ科の属の1つ。北アメリカ〜メキシコに10種程度が分布している。

## 下位分類
- エダウチヤマモモソウ Gaura biennis
- ヤマモモソウ（ハクチョウソウ） Gaura lindheimeri - 北アメリカ原産で、花期は５月～11月頃と長く花を楽しめる。繁殖は実生であるが、挿し木でも容易に増やせる。挿し木の場合、５～６月に花芽の付いてない枝を使えば直接庭に挿すような雑な方法でも根付くまでの水やりにさえ気を付けるだけでかなり高い成功率で簡単に根付く。栽培は容易で日向の風通しの良い場所に植えておきさえすれば、ほぼ放置で問題なく育ってくれるうえに病虫害も少ないので初心者でも簡単に育てられる園芸植物として普及している。一方でこぼれ種などで野生化している個体を見かけることもあるが、本種の種子での繁殖は、あまり激しくは無いので一部の侵略外来種のような深刻な事態を引き起こすような事態にはなっていない。しかし念のため野に逃げ出しやすい路肩などのような環境での栽培は避けた方が良い。園芸品種としては草丈があまり高くならない矮化種や花色がピンクや赤の品種なども作られている。
- イヌヤマモモソウ（コバナヤマモモソウ） Gaura parviflora